# Parti national social tchèque

Logo du Parti national social tchèque

Le Parti national social tchèque (en tchèque : Česká strana národně sociální, ČSNS) est un parti nationaliste civique tchèque fondé en 1898 au sein du Parti des jeunes Tchèques. 
L'objectif premier du parti au moment de sa création était l'obtention de l'indépendance tchèque de l'Autriche-Hongrie. Malgré son électorat restreint (environ 10%) le Parti national-social jouait un rôle important dans la vie politique tchécoslovaque et participa dans la plupart des gouvernements de l'entre-deux-guerres; il s'agissait de sa position charnière entre la social-démocratie et le libéralisme. 
Pendant la première moitié du vingtième siècle il était considéré comme un homologue du grand parti de centre-gauche français, le mouvement radical-socialiste. Il existe toujours aujourd'hui mais ses positions ont progressivement évolué vers le social libéralisme. 
Son membre le plus connu est Edvard Beneš, cofondateur de la Tchécoslovaquie, premier ministre (1921-22) et deuxième président du pays (1935-38)

## Changement de nom
Le CSNS de nom a changé à plusieurs reprises au cours de son histoire :
- De 1898 à 1918 : Parti national social tchèque (Česká strana národně sociální);
- De 1918 à 1919 : Parti socialiste tchèque (Česká strana socialistická);
- De 1919 à 1926 : Parti socialiste tchécoslovaque (Československá strana socialistická);
- De 1926 à 1948 : Parti national socialiste tchécoslovaque (Československá strana národně socialistická);
- De 1948 à 1993 : Parti socialiste tchécoslovaque (Československá strana socialistická);
- De 1993 à 1995 : Parti libéral national social (Liberální strana národně sociální);
- De 1995 à 1997 : Démocrates libres - Parti libéral national social (Svobodní demokraté - Liberální strana národně sociální);
- Depuis 1997 : Parti national social tchèque (Česká strana národně sociální).

## Résultats électoraux
- Assemblée nationale 1920 : 8,1 % - 27 sièges
- Assemblée nationale 1925 : 8,6 % - 28 sièges
- Assemblée nationale 1929 : 10,4 % - 32 sièges
- Assemblée nationale 1935 : 9,2 % - 28 sièges
- Assemblée nationale 1946 : 18,3 % (23,7 %)[Quoi ?] - 55 sièges

### Depuis 1990

#### Chambre des députés
| Année | Voix    | %    | Rang | Sièges   |
| ----- | ------- | ---- | ---- | -------- |
| 1990  | 192 922 | 2,68 | 8e   | 0 / 200  |
| 1992  | 421 988 | 6,52 | 4e   | 16 / 200 |
| 1996  | 124 165 | 2,05 | 9e   | 0 / 200  |
| 1998  | 17 185  | 0,29 | 12e  | 0 / 200  |
| 2002  | 38 655  | 0,81 | 10e  | 0 / 200  |
| 2006  | 1 387   | 0,03 | 20e  | 0 / 200  |
| 2010  | 295     | 0,00 | 24e  | 0 / 200  |
| 2013  | 13 538  | 0,27 | 15e  | 0 / 200  |

#### Sénat
| Année | Voix  | %    | Rang | Sièges |
| ----- | ----- | ---- | ---- | ------ |
| 2010  | 1 791 | 0,16 | 15e  | 0 / 54 |

#### Parlement européen
| Année | Voix  | %    | Rang | Sièges | Groupe |
| ----- | ----- | ---- | ---- | ------ | ------ |
| 2004  | 2 944 | 0,12 | 25e  | 0 / 24 |        |
| 2009  | 791   | 0,03 | 32e  | 0 / 22 |        |
| 2014  | 502   | 0,03 | 32e  | 0 / 21 |        |

## Personnalités membres
- Antonín Bartoš
- Edvard Beneš
- Milada Horáková
- Václav Klofáč
- Ferdinand Peroutka
- Jiří Stříbrný